# Національний театр (Варшава)

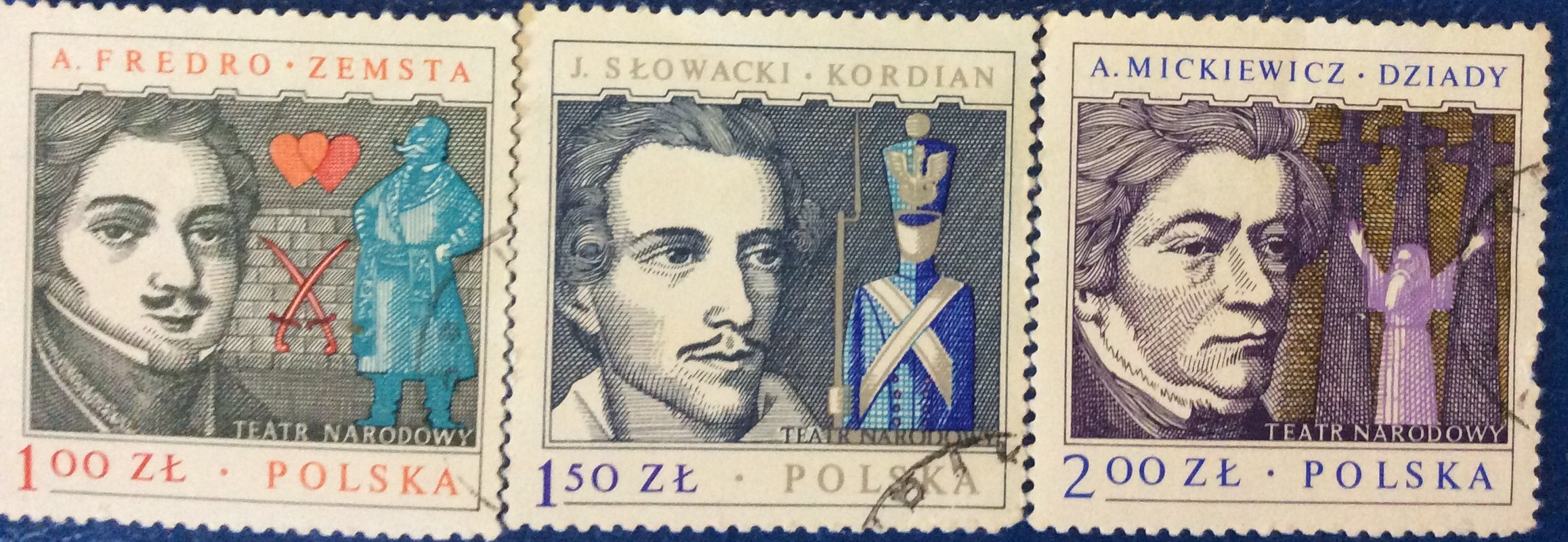
Марки Національного театру

Національний театр (пол. Teatr Narodowy) — драматичний театр у Варшаві.
Національний театр розташовується з 1833 року в бічній частині варшавського Великого театру, який проєктував італійський архітектор Антоніо Корацці. Однак історія Національного театру більш довга — заклав його польський король Станіслав-Август Понятовський в 1765 році.

## Історія
- 19 листопада 1765 в будівлі, яка сьогодні вже не існує, відбувся перший спектакль створеної королем постійної, професійної та громадської акторської трупи, яка носила назву «Національні актори Його Королівської Величності» (пол. Aktorowie Narodowi Jego Królewskiej Mości).
- У 1774 році для Національного театру був адаптований варшавський Палац Радзивилів на вулиці Краківське передмістя (нині Президентський палац). З 1779 року Національний театр помістили в новому будинку, побудованому на площі Красінських.
- У 1810 році була створена «Урядова дирекція театрів», яка діяла раніше після приєднання великої частини Варшавського герцогства до Російської імперії як автономне Королівство Польське. У 1822 році вона отримала назву «Дирекція театрів і всіляких драматичних і музичних видовищ в Королівстві». Цій установі підкорявся Національний театр, який фінансувався з публічних фондів, зокрема з податку від видовищ, які вигадав Войцех Богуславський.
- У 1829—1833 роках театр мав другу сцену на вулиці Краківське передмістя.
- З 1933 року Національний театр помістили разом з Варшавською оперою в новій будівлі Великого театру на Театральній площі. Одночасно об'єднали Національний театр з іншими варшавськими театрами, оперою, оперетою і балетом у Варшавські урядові театри (пол. Warszawskie Teatry Rządowe). Провідною владою цього нового закладу був президент, яким завжди призначався генерал Російської імперії (напр. Іґнаци Абрамович, Олександр Ян Гауке). За 1915 рік йому підпорядковувалися 5 театральних будівель: Великий театр, Літній театр, Маленький театр, Новий театр, Театр «Новини».
- Після пожежі, що знищила сцену в 1919 році, театр відновили в 1924 році і знову дали йому назву «Національний театр».
- Під час Другої світової війни будівля Великого театру була повністю зруйнована. Після відновлення бічної частини будівлі Національний театр відновив свою діяльність в 1949 році постановкою п'єси "Єгор Буличов та інші " М. Горького.
- У 1985 році спалахнула чергова пожежа, яка зруйнувала сцену і глядацьку залу. У 1985—1990 роках Національний театр тимчасово використовував приміщення Театру на Волі. Після зміни державного ладу міністр культури і мистецтва Ізабелла Цівінська підняла рішення про розпуск трупи Національного театру.
- По закінченню відновлення приміщень в бічній частині Великого театру, 19 листопада 1996 року, в річницю першої прем'єри з вісімнадцятого століття, Національний театр відновив свою діяльність.

## Відомі актори театру
- Ева Блащик
- Войцех Богуславський
- Малгожата Браунек
- Ева Вишневська
- Януш Гайос
- Анна Горностай
- Артур Жмієвський
- Збігнєв Замаховський
- Марія Клейдиш
- Малгожата Кожуховська
- Владислав Красновецький
- Барбара Краффтувна
- Ольгерд Лукашевич
- Кароліна Любенська
- Ігнацій Маховський
- Гелена Моджеєвська
- Юліуш Остерва
- Войцех Пшоняк
- Єжи Радзивілович
- Барбара Рахвальська
- Анна Сенюк
- Людвік Сольський
- Лешек Телешинський
- Густав Голоубек
- Мечислава Цвикліньська
- Анджей Щепковський
- Стефан Ярач